# Marina Leontjewna Remnjowa
Marina Leontjewna Remnjowa (russisch Марина Леонтьевна Ремнёва; * 27. März 1936 im Dorf Astafjewo, Podolski rajon) ist eine sowjetische bzw. russische Linguistin und Hochschullehrerin.

## Leben
Remnjowas Vater Leonti Wiktorowitsch Remnjow (1902–1969) war Geschichtslehrer  und leitete das Schulamt der Stadt Podolsk. Die Mutter Ljudmila Sergejewna Matwejewa (1909–1986) war Lehrerin für Russische Sprache und Literatur und Schuldirektorin in Podolsk. Während des Deutsch-Sowjetischen Kriegs war die Familie evakuiert.
Nach dem Mittelschulabschluss 1953 in Podolsk studierte Remnjowa an der Lomonossow-Universität Moskau (MGU) in der Russisch-Abetielung der Philologie-Fakultät mit Abschluss 1958. Darauf unterrichtete sie Russische Sprache und Literatur in Podolsk.
Remnjowas dreijährige Aspirantur am Lehrstuhl für Russische Sprache der MGU bei Klawdija Gorschkowa begann 1961. Danach unterrichtete sie dort. Ihre Dissertation über das Verhältnis von Ordnung und Norm bei der Verwendung der Formen für Art und Zeit in der großrussischen Sprache des 15. Jahrhunderts anhand des Schrifttums der nordöstlichen Rus des 15. Jahrhunderts verteidigte sie 1968 mit Erfolg für die Promotion zur Kandidatin der philologischen Wissenschaften.
Ab 1972 leitete Remnjowa den Lehrstuhl für Russische Sprache für ausländische Studierende der naturwissenschaftlichen Fakultäten. Sie wurde 1979 Dozentin und dann Professorin des Lehrstuhls für Russische Sprache der Philologie-Fakultät der MGU. Von 1981 bis 1991 war sie Vizedekanin für die wissenschaftliche Arbeit der Philologie-Fakultät. Darauf war sie Dekanin der Fakultät (bis 2019).
Remnjowa verteidigte 1989 ihre Doktor-Dissertation über das Problem der grammatischen Norm in der Geschichte der russischen Literatursprache mit Erfolg für die Promotion zur Doktorin der philologischen Wissenschaften. Seit 1995 leitet sie den Lehrstuhl für Russische Sprache der Philologie-Fakultät der MGU. 2019 wurde sie Präsidentin der Philologie-Fakultät.
Remnjowa ist mit einem Atomenergietechniker verheiratet und hat einen Sohn.

## Ehrungen, Preise
- Puschkin-Medaille (2000)[7]
- Verdiente Professorin der MGU (2002)[3]
- Lomonossow-Preis der MGU (2004)[3]
- Orden der Ehre (2005)[8]
- Orden der Freundschaft (2017)[9]
- Ehrenzeichen der Sōka-Universität[2]